# Archeptolemos
Archeptolemos (altgriechisch Αρχεπτόλεμος Archeptólemos), der Sohn des Hippodamos von Agryle, war ein griechischer Politiker im klassischen Athen zur Zeit des Peloponnesischen Krieges (431–404 v. Chr.). Seine genauen Lebensdaten sind nicht bekannt.
Archeptolemos stammte wahrscheinlich aus einer aristokratischen Familie Athens. Er engagierte sich dementsprechend für die Ziele der oligarchischen Partei, wo er bald eine führende Rolle spielte. Gemäß der unter der Oberschicht Athens verbreiteten Wertschätzung Spartas, trat Archeptolemos für einen Ausgleich mit der peloponnesischen Vormacht ein.
425 v. Chr., in einer Phase des Krieges, als Athen noch in der Lage war, einen vorteilhaften Friedensschluss mit Sparta zu erreichen und die Spartaner auch ein entsprechendes Angebot unterbreiteten, wurde der Friedensschluss durch maßlose Forderungen des Athener demagogischen Politikers Kleon vereitelt. Archeptolemos wurde in den Debatten hierüber zum Hauptgegner Kleons und zum Sprecher derjenigen, die sich in der athenischen Volksversammlung für einen Frieden mit Sparta einsetzten. Der Feldherr Nikias sollte diese Politik später weiter verfolgen und mit dem sogenannten Nikiasfrieden 421 v. Chr. auch zu einem vorläufigen Abschluss bringen.
Während der späteren Herrschaft der Vierhundert im Jahr 411 v. Chr. spielte Archeptolemos gemeinsam mit dem Redner Antiphon von Rhamnus und dem schwankend konservativ-liberalen Machtpolitiker Theramenes eine bedeutende Rolle aufseiten der herrschenden oligarchischen Partei. Jedenfalls war er 411 v. Chr. Mitglied einer von den Oligarchen bereits kurz nach der Machtübernahme nach Sparta entsandten Delegation, die – allerdings erfolglos – Möglichkeiten für einen Friedensschluss auslotete.
Der Sturz der Herrschaft der Vierhundert wurde bereits nach wenigen Monaten von den gemäßigten Oligarchen Theramenes und Aristokrates herbeigeführt, die eine Verbreiterung der Basis der Volksversammlung wünschten. Theramenes, der sich wendig an die neuen Verhältnisse anpasste und sich beim Volk durch Kritik an den Hardlinern der Oligarchie beliebt machen wollte, wandte sich von seinen Parteigenossen ab und ließ Antiphon und Archeptolemos von der Volksversammlung wegen Landesverrats anklagen und zum Tode verurteilen. Ihnen wurde vor allem vorgeworfen, dass sie bei der Reise der Gesandtschaft nach Sparta die Hilfe der spartanischen Streitkräfte in Anspruch genommen hätten.
Der berühmte Redner Lysias, der selbst politisch Radikaldemokrat war und keiner Sympathie für oligarchische Politiker verdächtig ist, war dennoch ein entschiedener Gegner des Theramenes und kritisierte dessen Verhalten gegenüber Antiphon und Archeptolemos mit den folgenden Worten: „Da ihm (Theramenes) nun daran lag, sich dem Volke ergeben zu zeigen, klagte er seine besten Freunde, den Antiphon und Archeptolemos, an und setzte ihren Tod durch; er ging so weit in der Schlechtigkeit, daß er zugleich, um ihr Vertrauen sich zu erwerben, euch (das Volk von Athen) in Knechtschaft brachte und, um sich bei euch in Gunst zu setzen, seinen Freunden den Untergang bereitete“ (Rede gegen Eratosthenes, 67).